# 越中国分駅
越中国分駅（えっちゅうこくぶえき）は、富山県高岡市伏木国分二丁目にある西日本旅客鉄道（JR西日本）氷見線の駅である。

## 歴史

越中国分駅の開業を報ずる新聞記事

- 1953年（昭和28年）7月1日：日本国有鉄道（国鉄）氷見線の伏木駅 - 雨晴駅間に新設開業[1]。旅客営業のみ[1][2]。
- 1965年（昭和40年）2月：ホームの延長工事を行う[3]。
- 1987年（昭和62年）4月1日：国鉄分割民営化により、JR西日本の駅となる[2]。
- 2016年頃（平成28年頃）：駅舎を青色と白色の空色を連想させる塗装から白一色に変更。詳細時期不明。

## 駅構造
氷見方面に向かって左側に単式ホーム1面1線を有する地上駅（停留所）である。開業当初はホーム有効長が短く3輌以上の列車が停車できなかったため、気動車列車のみが停車する駅であったが、1965年（昭和40年）2月にホーム延長工事が行われ、5両編成の列車の停車を可能にした。
北陸広域鉄道部管理の無人駅である。ホーム上には白色で塗装されている待合室と花壇があり、法面には芝桜が植栽されている。また、ホームからは富山湾と男岩を望むことができる。

## 利用状況
「富山県統計年鑑」及び「高岡市統計書」によると、1日の平均乗車人員は以下の通りである。
| 年度   | 1日平均 乗車人員 |
| ------ | ---------------- |
| 1995年 | 530              |
| 1996年 | 554              |
| 1997年 | 514              |
| 1998年 | 490              |
| 1999年 | 463              |
| 2000年 | 449              |
| 2001年 | 420              |
| 2002年 | 356              |
| 2003年 | 348              |
| 2004年 | 345              |
| 2005年 | 314              |
| 2006年 | 289              |
| 2007年 | 272              |
| 2008年 | 268              |
| 2009年 | 249              |
| 2010年 | 246              |
| 2011年 | 248              |
| 2012年 | 249              |
| 2013年 | 273              |
| 2014年 | 259              |
| 2015年 | 280              |
| 2016年 | 272              |
| 2017年 | 263              |
| 2018年 | 273              |
| 2019年 | 293              |
| 2020年 | 266              |
| 2021年 | 276              |
| 2022年 | 261              |
| 2023年 | 240              |

## 駅周辺
- 越中国分寺
- 富山県立伏木高等学校
- 国道415号
- 越の庭（スーパー銭湯、宿泊施設）
  - 氷見方面の出入口は同施設の駐車場と直結している。

## 隣の駅
西日本旅客鉄道（JR西日本）
■氷見線
伏木駅 - 越中国分駅 - 雨晴駅